# Gare d’Ychoux
Gare d’Ychoux vasútállomás Franciaországban, Ychoux településen.

## Vasútvonalak
Az állomást az alábbi vasútvonalak érintik:
- Bordeaux–Irun-vasútvonal

## Kapcsolódó állomások
A vasútállomáshoz az alábbi állomások vannak a legközelebb:
- Gare de Facture-Biganos
- Gare de Labouheyre